# Lindholm Station (Slangerupbanen)
 Denne artikel omhandler en nedlagt station på Slangerupbanen. For stationen i Nørresundby, se Lindholm Station.
Lindholm Station var en station på den nu delvist nedlagte Slangerupbanen. Lindholm var opkaldt efter den nærliggende Lindholm gård. Stationen åbnede den 20. april 1906 og blev nedlagt den 23. maj 1954 i forbindelse med, at banen blev nedlagt mellem Farum og Slangerup. Stationen blev brugt til en del godstransport af sten og grus. Dette blev blandt andet benyttet til de store baneanlæg i og omkring København.
Lindholm station blev i 1970-80’erne benyttet som skolekoloni af bl.a. Tårnby Kommunes skoler.